# Pedro Nunes Tinoco
Pedro Nunes de Tinoco, arquiteto da Casa Real Portuguesa do tempo da dominação filipina no Reino de Portugal.
Foi pai de João Nunes Tinoco, igualmente arquitecto que deu continuidade a alguns do seus trabalhos após o seu falecimento.